# Acochaca
Acochaca o San Pedro de Acochaca es un centro poblado del distrito de Acochaca, ubicado en la provincia de Asunción, en el departamento de Áncash. Cuenta con una población aproximada de 600 habitantes dedicada mayormente a labores agrícolas y ganaderas.
Es uno de los 5 centros poblados más grandes de la provincia de Asunción. Se localiza a 2850 m s. n. m., a unos 7 km de Chacas, capital de la provincia. Los centros poblados más cercanos son Sapchá, Lluychush y Palcas al oeste comunicadas con la carretera interprovincial Acochaca - Yanama. 

## Historia
Acochaca nació como pueblo de paso en la encrucijada de los caminos que comunicaban los asentamientos de Chacas, San Luis, Sapchá, Cunya, Yanama y los ingenios mineros y agrícolas de Cajavilca, Colcabamba, Ludorina y Tuma, poco después de la fundación de estos, a inicios del siglo XVII.
En los años 1570, conquistadores y encomenderos europeos asentados en Huánuco iniciaron la explotación de la mina de Xacxavillca o Cajavilca. Esta y otras minas con alta ley de plata y oro, fueron explotadas por diversas familias españolas y portuguesas.
Tras la fundación de Chacas y San Luis, en 1610 se fundó en el valle del río Acochaca el primer ingenio destinado a procesar el mineral de Cajavilca, la hacienda de "Nuestra Señora de la Limpia Concepción de Tuma" o "La Inmaculada" (localizado en la actual cantera de Tuma). Tuvo capilla con retablo, dos molinos de granos y un molino de minerales. Su primer propietario fue Francisco Girón de Cabrera. Se estima que, por esta época, pequeños grupos de pobladores se asentaron en el actual emplazamiento de Acochaca por ser punto de paso obligatorio hacia varias estancias y pueblos del valle.
En 1715, la Inmaculada de Tuma y sus extensos campos de cultivo, pasaron a manos del minero azoguero Claudio Mosquera y en 1860 fue adquirida por Ludovico Amez Mariluz, propietario también de la hacienda Ludorina. Para 1930, La Inmaculada cesaría el procesamiento de minerales y se enfocaría solamente en la producción agrícola a gran escala hasta 1964. 6 años después, quedó completamente destruida tras el terremoto de Áncash de 1970.

### Distritalización
El 30 de diciembre de 1983 se creó la provincia de Asunción, elevando al pueblo de Chacas al nivel de capital distrital y provincial y al centro poblado de Acochaca al de capital distrital. 

Miembros fundadores de la provincia - comisión 1980-1983
Cornelio Aguirre Arteaga, Róbinson Ayala, Misael Noriega Barrón, Máximo Vidal Roca, Pedro Rodríguez Cunza, Ugo de Censi, Gilberto Arana, Cornelio Aguirre Álvarez, Julian Aguirre Castillo, Atilio Aguirre Moreno, Carlos Aguirre Solís, Leonidas Amez Vega, César Amez Cerna, Dagoberto Amez Egúsquiza, Marco Asencios Falcón, Juan Cerna Amez, Donato Cueva, Manuel Cunza García, Homero del Castillo Vidal, Marco y Godo Díaz Cerna, Santos Falcón, Fidel Hidalgo Solís, Gabriel Huerta Diaz, Niceto Jiménes, Samuel López Juárez, Ludgardo La Puente Aranda, Judith Mariluz Roca, Aníbal Melgarejo Jimeno, Santiago Robles, Aníbal Vega Portella, Carlos Vidal Negreiros y José Zaragoza Portella.
Saúl Espinoza Milla - Chacas, una historia del sincretismo hispanoamericano (pp. 19-21).

## Clima
| Parámetros climáticos promedio de Acochaca | Parámetros climáticos promedio de Acochaca | Parámetros climáticos promedio de Acochaca | Parámetros climáticos promedio de Acochaca | Parámetros climáticos promedio de Acochaca | Parámetros climáticos promedio de Acochaca | Parámetros climáticos promedio de Acochaca | Parámetros climáticos promedio de Acochaca | Parámetros climáticos promedio de Acochaca | Parámetros climáticos promedio de Acochaca | Parámetros climáticos promedio de Acochaca | Parámetros climáticos promedio de Acochaca | Parámetros climáticos promedio de Acochaca | Parámetros climáticos promedio de Acochaca |
| Mes                                        | Ene.                                       | Feb.                                       | Mar.                                       | Abr.                                       | May.                                       | Jun.                                       | Jul.                                       | Ago.                                       | Sep.                                       | Oct.                                       | Nov.                                       | Dic.                                       | Anual                                      |
| ------------------------------------------ | ------------------------------------------ | ------------------------------------------ | ------------------------------------------ | ------------------------------------------ | ------------------------------------------ | ------------------------------------------ | ------------------------------------------ | ------------------------------------------ | ------------------------------------------ | ------------------------------------------ | ------------------------------------------ | ------------------------------------------ | ------------------------------------------ |
| Temp. máx. media (°C)                      | 20                                         | 20                                         | 20                                         | 22                                         | 28                                         | 30                                         | 30                                         | 29                                         | 28                                         | 25                                         | 25                                         | 20                                         | 24.8                                       |
| Temp. media (°C)                           | 12                                         | 16                                         | 16                                         | 18                                         | 18                                         | 18                                         | 20                                         | 18                                         | 16                                         | 16                                         | 16                                         | 12                                         | 16.3                                       |
| Temp. mín. media (°C)                      | 13                                         | 13                                         | 13                                         | 14                                         | 14                                         | 14                                         | 14                                         | 14                                         | 14                                         | 14                                         | 13                                         | 13                                         | 13.6                                       |
| Fuente: climate-data.org                   |                                            |                                            |                                            |                                            |                                            |                                            |                                            |                                            |                                            |                                            |                                            |                                            |                                            |